# Памашсола (Моркинский район)
 Памашсола  — деревня в Моркинском районе Республики Марий Эл. Входит в состав Шалинского сельского поселения.

## География
Находится в юго-восточной части республики Марий Эл на расстоянии приблизительно 20 км по прямой на запад от районного центра посёлка Морки.

## История
Известна с 1859 года, когда здесь в 7 дворах проживали 96 человек. В 1886 году отмечено 85 русских в 15 дворах, 64 марийца в 11 дворах. В 1923 году в деревне проживали 160 человек, мари, в 1959 году 147. В 2004 году оставалось 14 хозяйств. В советское время работали колхозы «Ломбер» и «Танк».

## Население
Население составляло 20 человек (мари 95 %) в 2002 году, 14 в 2010.